# Egon Wellenbrink
Egon Wellenbrink (* 28. März 1945 in Wolfsburg, damals Stadt des KdF-Wagens bei Fallersleben) ist ein deutscher Fernsehregisseur, Moderator, Schauspieler, Komponist, Texter, Produzent und Musiker, der mit Werbespots als „Melitta-Mann“ bekannt wurde.

## Leben
Wellenbrink war DJ und Plattenladenbesitzer in München, komponierte Musik für Rudi Carrells Tagesshow und war vier Jahre mit Roy Black auf Tournee. Anfang der 1980er Jahre ging er nach Bremen und wurde Wetterredakteur im Regionalfernsehen, wo er für die Melitta-Werbung entdeckt wurde. Bekannt geworden ist er als „Melitta-Mann“. Von 1989 bis 1999 stand er in über 130 verschiedenen Werbespots des Kaffeerösters und Filterfabrikanten vor der Kamera. Regisseur war dabei in den ersten drei Jahren der bekannte Schweizer Kabarettist Emil Steinberger. 1991 drehte er als Hauptdarsteller für Sat.1 die TV-Serie MenschDino. 1993 war er Hauptdarsteller in der ZDF-Produktion Walter, zusammen mit seiner Tochter Susanna. Er warb seit 2008 auch für die Convenience-Produkte von Müllermilch. Hierbei stand er auch gemeinsam mit Bruno Maccallini, der aus der Nescafé-Werbung bekannt ist, vor der Kamera. 2009 nahm er für VOX am Promi-Dinner teil. Er spielt Saxophon in der Rony B. Groove Band.

## Privates
Wellenbrink zog 1993 nach Mallorca. Seine älteste Tochter Susanna aus seiner ersten Ehe und deren Tochter Mia-Sophie sind ebenfalls Schauspielerinnen. Er ist in zweiter Ehe verheiratet und hat aus dieser Ehe zwei Kinder. Sein Sohn Nico Santos ist ein bekannter Popsänger, seine jüngste Tochter Clarissa ist Fotomodell.